# Олімпійський комітет Фінляндії
Олімпійський комітет Фінляндії (фін. Suomen Olympiakomitea; швед. Finlands Olympiska Kommitté) — організація, що представляє Фінляндію в міжнародному олімпійському русі. Заснована та зареєстрована в МОК 2 грудня 1907 року.
Штаб-квартира розташована в Гельсінкі. Є членом МОК, ЄОК та інших міжнародних спортивних організацій. Здійснює діяльність по розвитку спорту в Фінляндії.